# Valdštejnsko
Valdštejnsko (deutsch Waldsteinruhe, früher tschechisch Valdštýn, auch Valdštýnsko) ist eine zur Stadt Bělá pod Bezdězem gehörende Einschicht in Tschechien. Sie befindet sich drei Kilometer westlich von Bělá pod Bezdězem in 320 m ü. M. mitten im Valdštejnský les (Waldsteiner Forst).

## Geschichte
Waldsteinruhe entstand in der ersten Hälfte des 18. Jahrhunderts, als der Grundherr Franz Ernst von Waldstein mitten im Forst eine kreisförmige Lichtung schlagen ließ, um darauf zentrisch zu einer Kapelle eine Gruppe von Jagdpavillons zu errichten. Den Mittelpunkt bildete eine runde Gartenanlage mit Gartenhaus. 1725 war die Anlage, die das Zentrum eines sternförmigen Netzes von acht Alleen bildete, fertiggestellt.

Waldsteiner Grenadiere

1760 wurden am Eingang zur nordwestlichen Allee beiderseits zwei übermannsgroße hölzerne Grenadiere als Erinnerung an die Waldsteinische Grenadierkompanie während des Ersten Schlesischen Krieges aufgestellt. 1792 kam am Eingang zur nordöstlichen Allee eine Statue des heiligen Johannes von Nepomuk unter einem steinernen Baldachin hinzu.
Im Jahre 1832 bestand Waldsteinruhe aus 19 Häusern mit 52 tschechischsprachigen Einwohnern. Das Zentrum des im herrschaftlichen Tiergarten gelegenen Dorfes bildete das herrschaftliche Lustschloss mit mehreren Nebengebäuden; außerdem gab es im Ort eine Schmiede, ein Wirtshaus, ein Jägerhaus sowie die drei Hegerhäuser Mareschthor, Pankraz und Daniel. Waldsteinruhe gehörte anteilig zu den Allodialherrschaften Hirschberg und Weißwasser. Der Hirschberger Anteil umfasste lediglich ein Haus mit sechs Einwohnern.
Die Pavillons waren seit der Mitte des 19. Jahrhunderts verfallen. 1904 erfolgte ihr Abriss. Lediglich für zwei der Pavillons fand sich eine neue Verwendung, sie wurden zu einem Forsthaus und in Stallungen umgebaut. Auf dem herrschaftlichen Jagdplatz Waldsteinruhe entstand eine Forstverwaltung, die vom Förster und von Waldarbeitern bewohnt wurde und noch immer zu diesem Zweck genutzt wird. Da der Platz an der Grenze zweier Ortsfluren lag, war er politisch zweigeteilt. Waldsteinruhe 1. Anteil gehörte zur Gemeinde Klein Bösig (Bezdědice), Waldsteinruhe 2. Anteil war Zolldorf und später Leimgruben (Hlínoviště) zugeordnet. Mit der Eingemeindung beider Orte nach Bělá pod Bezdězem wurde die Zweiteilung aufgehoben.
Nach 1990 wurden die Grenadierfiguren erneuert und zum Schutz des bemalten Holzes vor Beschädigungen durch Witterung und Besucher eingezäunt und überdacht. Von der Johannes-Nepomuk-Statue blieb nur ein Torso erhalten.